# Rubídium-acetát
A rubídium-acetát az ecetsav rubídiumsója képlete C2H3O2Rb.

## Előállítása
Rubídium-hidroxid és ecetsav reakciójával állítható elő:
{\displaystyle \mathrm {RbOH+CH_{3}COOH\longrightarrow CH_{3}COORb+H_{2}O} }
De elő lehet állítani rubídium-karbonát és ecetsav reakciójával is, a reakcióban melléktermékként víz és szén-dioxid keletkezik:
{\displaystyle \mathrm {Rb_{2}CO_{3}+2\ CH_{3}COOH\longrightarrow 2\ CH_{3}COORb+CO_{2}+H_{2}O} }

## Tulajdonságai
A kereskedelemben fehér porként kapható. Kristályszerkezete monoklin. Rács paraméterei: a = 869 pm, b = 618 pm, c = 426 pm és β = 104,4°.

## Fordítás
Ez a szócikk részben vagy egészben  a   Rubidiumacetat című német Wikipédia-szócikk ezen változatának fordításán alapul.  Az eredeti cikk szerkesztőit annak laptörténete sorolja fel. Ez a jelzés csupán a megfogalmazás eredetét és a szerzői jogokat jelzi, nem szolgál a cikkben szereplő információk forrásmegjelöléseként.